# EPPO Code
EPPO kod, ranije poznat kao Bajerov kod, kodni je identifikator koji koristi Evropska i mediteranska organizacija za zaštitu bilja (EPPO), u sistemu dizajniranom za jedinstvenu identifikaciju organizama - naime biljaka, štetočina i patogena - koji su važni za poljoprivredu i zaštitu useva. EPPO kodovi su suštinska komponenta baze podataka imena, kako naučnih tako i narodnih. Iako je listu prvobitno započela kompanija Bajer Corporation, službenu listu kodova sada održava EPPO.

## Spoljašnje veze
- EPPO Global Database (lookup EPPO codes)
- EPPO Data Services (download EPPO codes)